# مايفيلد (كنتاكي)
مايفيلد (بالإنجليزية: Mayfield, Kentucky)‏ هي مدينة تقع في مقاطعة غريفز، كنتاكي بولاية كنتاكي في وسط جنوب شرق الولايات المتحدة. تأسست عام 1824، تبلغ مساحة هذه المدينة 17.3 (كم²)، وترتفع عن سطح البحر 145 م، بلغ عدد سكانها 10024 نسمة في عام 2010 حسب إحصاء مكتب تعداد الولايات المتحدة وتصل الكثافة السكانية فيها 579.4 نسمة/كم2.

## الموقع الجغرافي
الموقع الجغرافي للمناطق المحيطة بهذه النقطة هو كالتالي:

## أعلام
- كينت روبنز
- ديفيد بواز
- باستر روس
- هيرب كوفنغتون
- راندي غالواي
- ديك فانس
- لوسيان أندرسون
- نوبل جونز غريغوري
- أندرو بوون

## وصلات خارجية
- www.cityofmayfield.org
- The US50 - Cities and Towns in Kentucky State